# Bansatar Kheda
Bansatar Kheda is een census town in het district Damoh van de Indiase staat Madhya Pradesh. 

## Demografie
Volgens de Indiase volkstelling van 2001 wonen er 5032 mensen in Bansatar Kheda, waarvan 53% mannelijk en 47% vrouwelijk is. De plaats heeft een alfabetiseringsgraad van 66%. 